# Gândara (Póvoa de Varzim)
La Gândara es un barrio de la ciudad de Póvoa de Varzim, localizado en dos freguesias: Póvoa de Varzim y Argivai.
La Gândara limita al norte con la Giesteira, al este con la Autoestrada A28, al oeste con Matriz/Mariadeira y al sur con Argivai.
La Gândara fue desde el siglo XVI hasta el siglo XIX el principal motivo de enfrentamientos entre Póvoa de Varzim y Barcelos, a causa de poseer ya una población considerable. Póvoa de Varzim reclamaba que su municipio correspondía a la Villa Euracini medieval o a la antigua parroquia de Argivai. Por otro lado, Barcelos reclamaba la primacía de la región y bajo el dominio de la Casa de Braganza mantuvo la Gândara en sus dominios. En 1707, conforme a la determinación real, el Corregidor Gaspar Cardoso demarca el municipio de Póvoa, incluyendo gran parte de la Gândara, considerando nulas las demarcaciones de la Casa de Braganza. En el siglo XIX, el territorio de Póvoa de Varzim se expande considerablemente, lo que acabó por terminar con las rivalidades con el municipio vecino de Barcelos.